# Евгений Петров
Евгений Петров е псевдонимът на Евгений Петрович Катаев, руски писател-сатирик, който работи съвместно с Иля Илф. Брат на Валентин Катаев.

## Биография и творчество
Евгений Петров е роден в Одеса в семейството на учител по история. След като завършва класическа гимназия в родния си град, работи като сътрудник на Украинската телеграфна агенция. През 1923 година се заселва в Москва, където започва работа като журналист.
Две години по-късно, през 1925 година, се запознава с Иля Илф в редакцията на списание „Гудок“. След една година служба на Петров в армията двамата започват успешното си сътрудничество. Освен съвместните им романи „Дванайсетте стола“ („Двенадцать стульев“), „Златният телец“ („Золотой теленок“) Петров създава множество фейлетони, киносценарии, хумористични разкази и повести. През 1941 година става военен кореспондент на „Правда“ и „Информбюро“. На 2 юли 1942 година Евгений Петров умира, връщайки се със самолет от Севастопол в Москва.

## Произведения
Произведенията на Евгений Петров са писани съвместно с Иля Илф.
- 1928 – „Дванайсетте стола“ („Двенадцать стульев“) – роман, в съавторство с Иля Илф;
- 1929 – „1001 дни, или Новата Шехерезада“ („1001 день, или Новая Шахерезада“) – роман, в съавторство с Иля Илф;
- 1931 – „Златният телец“ („Золотой теленок“), новите похождения на героя от „Дванайсетте стола“- роман, в съавторство с Иля Илф;
- 1936 – „Едноетажната Америка“ („Одноэтажная Америка“) – в съавторство с Иля Илф;
- 1936 – „Веднъж през лятото“ („Однажды летом“) – киносценарий в съавторство с Иля Илф.